# 馬龍尼禮天主教朱拜勒教區
馬龍尼禮天主教朱拜勒教區（拉丁語：Dioecesis Bybliensis Maronitarum）是黎巴嫩一個東儀天主教教區（馬龍尼禮），直屬聖座。
教區位於朱拜勒縣。馬龍尼禮教區在1673年6月12日成立，1768年與巴特倫教區合併，1990年6月7日分出。2009年有101名司鐸、八十八個堂區、250,000名教友。現任教區主教為彌額爾‧奧恩。